# Capitole de Williamsburg

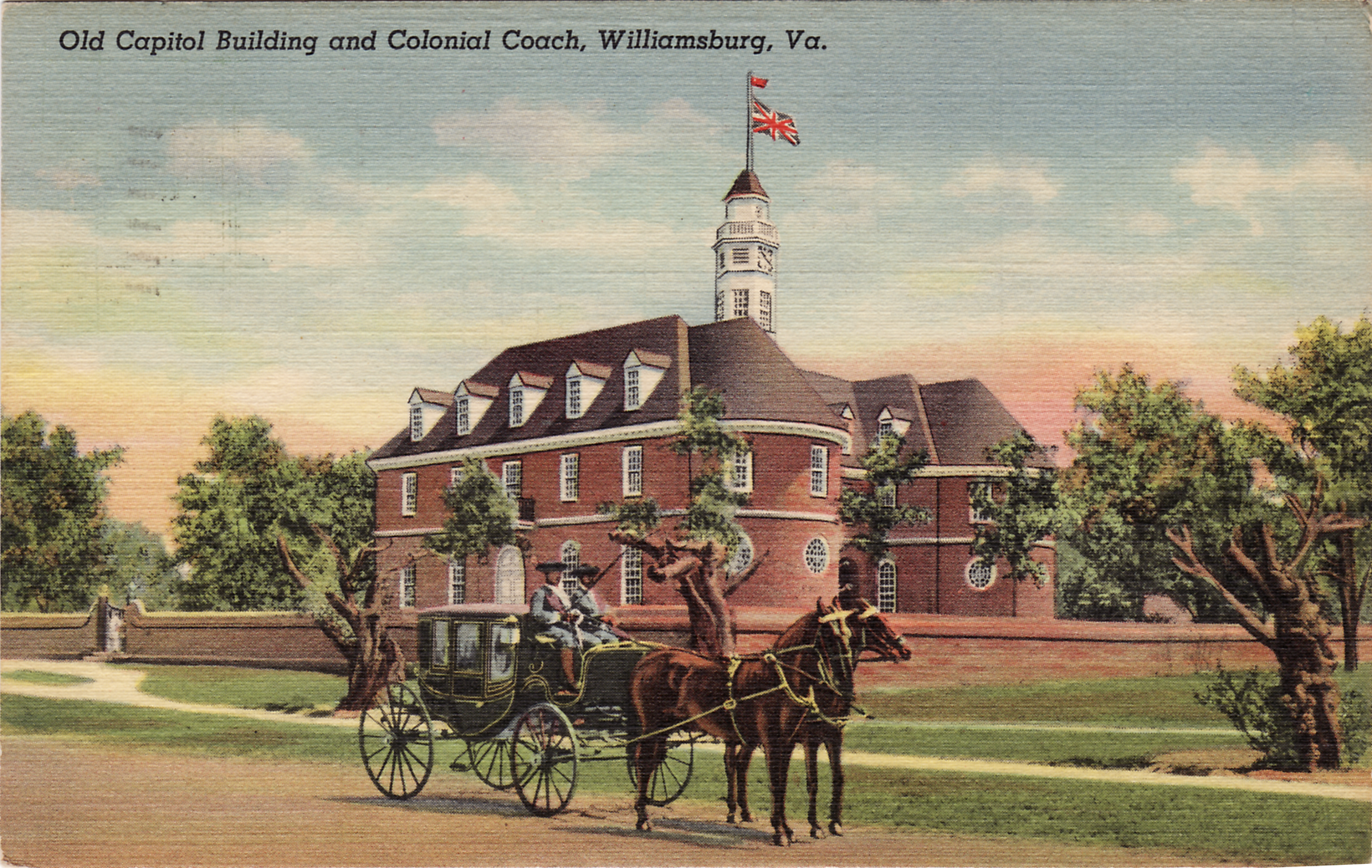
Le bâtiment du Capitole reconstruit, vers 1941.

Le Capitole de Williamsburg, en Virginie, est le premier capitole construit en Amérique, en 1705. Le bâtiment original n'existe plus, mais a depuis été reconstruit.

## Le bâtiment original: 1705-1780
Le bâtiment finit d'être construit en 1705, il brûle en 1747 et est reconstruit. Le Capitole et le palais du Gouverneur étaient le centre de la vie politique et sociale de la Virginie dans la majeure partie du XVIIIe siècle. Parmi les membres de la Chambre des Bourgeois de Virginie qui se retrouvaient dans le Capitole, on note Patrick Henry, George Washington, George Mason et Thomas Jefferson.
Après que la capitale de la Virginie est déplacée à Richmond en 1780, au début de la révolution américaine, le vieux Capitole de Williamsburg est utilisé par les forces britanniques. Après la bataille de Yorktown et la reddition de Lord Cornwallis, le bâtiment tombe en ruine et est démantelé afin de réutiliser les matériaux de construction.

## Restauration du Capitole

Les dirigeants des États membres du G7 de 1983 devant le Capitole de Williamsburg. De gauche à droite : Pierre Trudeau, Gaston Thorn, Helmut Kohl, François Mitterrand, Ronald Reagan, Yasuhiro Nakasone, Margaret Thatcher et Amintore Fanfani.

Au début du XXe siècle, le révérend W. A. R. Goodwin entreprend la restauration de l'église paroissiale de Bruton, qui date de 1711 ; il y avait été recteur. Il décide également de mener d'autres projets concernant l'ancienne capitale coloniale, l'amenant à se lier avec l'industriel et philanthrope John D. Rockefeller Jr. et l'association historique « Colonial Williamsburg ». Ainsi sont mises en place la reconstruction du Capitole, du palais du Gouverneur, du bâtiment Wren du Collège de William et Mary.